# Base VERNIX
 (janvier 2016).
Si vous disposez d'ouvrages ou d'articles de référence ou si vous connaissez des sites web de qualité traitant du thème abordé ici, merci de compléter l'article en donnant les références utiles à sa vérifiabilité et en les liant à la section « Notes et références ».
La base VERNIX est une base de données en ligne développée conjointement par le laboratoire du musée de la musique et la médiathèque de la Philharmonie de Paris. Elle donne accès à plusieurs centaines de recettes de vernis de luthiers et facteurs d'instruments.

## Sources
Ces recettes proviennent d’une vingtaine de sources bibliographiques anciennes (traités, livre de « secrets », manuscrits de techniques artistiques…) européennes entre les XIVe et XVIIIe siècles.

## Description
Chaque recette fait l’objet d’une notice détaillée comprenant : le texte original de la recette, son éventuelle traduction, et tous les ingrédients mentionnés dans le texte. Les ingrédients sont organisés dans un thésaurus, qui permet de multiples modes de recherche selon en particulier les différentes orthographes et acceptions des termes rencontrés.